# Васил Балевски (комунист)
 Тази статия е за комунистическия деец.  За революционера вижте Васил Балевски.  
Васил Спасов Балевски е български партизанин, политик и дипломат.

## Биография
Роден е на 19 юли 1917 година в Троян. Произхожда от стар охридски род. От 1928 година е член на Работническия младежки съюз, а по-късно става член на Централния му комитет. През 1930 година става член на Българската комунистическа партия. През 1938 г. завършва Международната ленинска школа в Москва. От 1939 година е член на Окръжния комитет на Българския комунистически младежки съюз в Пловдив и член на Бюрото на Окръжния комитет на БКП в града. Арестуван и вкаран в затвора, откъдето избягва през 1943 година. През май 1944 година става партизанин и командир на партизанска отряд „Георги Бенковски“ и заместник-командир на втора родопска бригада „Васил Коларов“. На 21 септември 1944 година е назначен за помощник-командир на Двадесет и първи пехотен средногорски полк. Ранен е при Куманово на 3 ноември 1944 година. Награждаван е с орден „За храброст“, IV степен, втори клас. След войната е заместник-министър на леката и хранителната промишленост. Бил е командир на Вътрешни войски (1948). Бил е посланик на България в Сирия, Република Гвинея (70-те години), Сиера Леоне и Сенегал (от 1972). В периода 1976 – 1982 г. е член на Централната контролно-ревизионна комисия на БКП..